# Grijsgroen doodshoofdaapje
Het grijsgroen doodshoofdaapje (Saimiri sciureus), in Suriname beter bekend als doodskopaapje, is een kleine apensoort uit het noorden van Zuid-Amerika, behorende tot de doodshoofdaapjes (Saimiri). De wetenschappelijke naam van de soort werd als Simia sciurea in 1758 gepubliceerd door Carl Linnaeus.

## Kenmerken
Het grijsgroen doodshoofdaapje heeft een olijf- tot grijsgroene vacht. De buik is lichtgeel en de ledematen zijn oranjegeel van kleur. Het gezicht, de keel en de oren zijn wit, de snuit zwart. De kruin is donkergroen tot grijs tot zelfs zwart van kleur. Het dier heeft geen grijpstaart van 35 tot 45 centimeter lang. Ze worden 26 tot 37 centimeter lang en 550 tot 1.250 gram zwaar. Mannetjes en vrouwtjes zijn ongeveer even groot: vrouwtjes zijn meestal 28 tot 37 centimeter lang en 650 tot 1.250 gram zwaar, mannetjes zijn 27 tot 37 centimeter lang en 550 tot 1.150 gram zwaar.

## Leefwijze

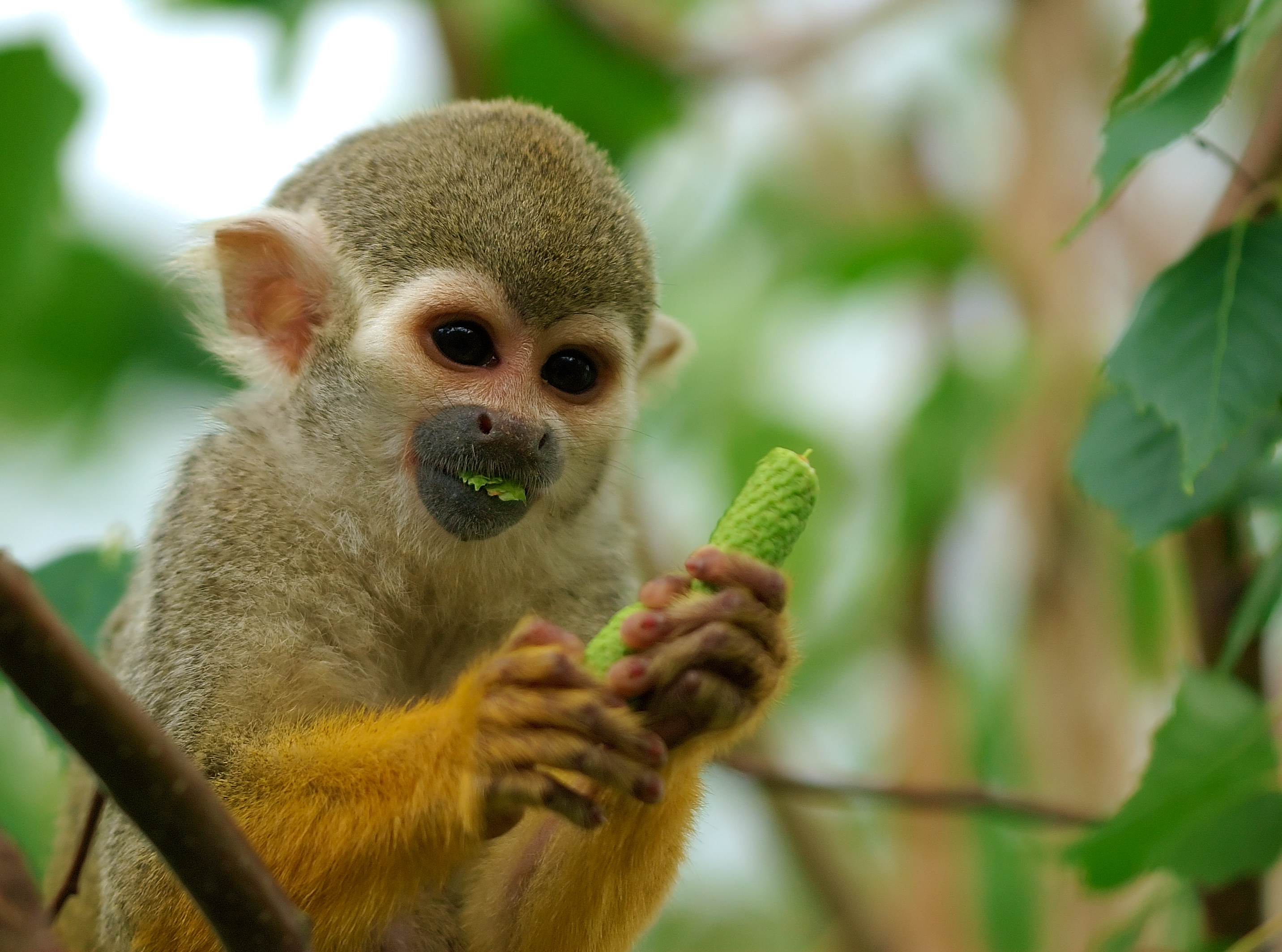

Het doodshoofdaapje is een sociaal boombewonend dagdier, dat voornamelijk in boomkruinen leeft. Het springt van tak naar tak door de boomkruinen. 's Nachts slaapt het tussen dichte takken. Het eet vruchten en insecten, aangevuld met gekko's en andere hagedissen, vogeleieren en jonge vogeltjes.

## Voortplanting
De dieren leven voornamelijk in familiegroepjes, die zich soms aansluiten tot grotere groepen van meer dan honderd dieren. Er zijn groepen van meer dan vijfhonderd dieren waargenomen. Vrouwtjes trekken het meest op met mannetjes. Het vrouwtje krijgt na een draagtijd van 168 tot 182 dagen één jong, dat eerst op de buik, later op de rug wordt gedragen. Het jong wordt verzorgd door de moeder. Andere vrouwelijke groepsleden, meestal oudere dochters van de moeder die zelf nog geen jongen hebben, passen op het jong en dragen het bij zich als de moeder aan het foerageren is.

## Jacht
Grijsgroene doodshoofdaapjes worden regelmatig gevangen voor de illegale huisdierhandel, en ook worden ze bejaagd voor lokaal gebruik als huisdier, voedsel of lokaas. Desondanks behoort het grijsgroen doodshoofdaapje tot de algemeenste apensoorten van het Amazonebekken, en is het niet in zijn voortbestaan bedreigd.

## Verspreiding
Het grijsgroene doodshoofdaapje komt in het noorden van Zuid-Amerika voor. Het verspreidingsgebied strekt zich uit over het Guianaschild, waar het voorkomt in Brazilië, Frans-Guyana, Guyana en Suriname. Het leeft voornamelijk in regenwouden, in de buurt van rivieren en meren, van kustwouden tot op 2.000 meter hoogte in de bergen.

## Taxonomie

### Ondersoorten
Er worden geen ondersoorten meer erkend van deze soort. De voormalige ondersoorten zijn op basis van genetische en morfoligische kenmerken te onderscheiden als verschillende soorten: Saimiri cassiquiarensis, S. collinsi en S. macrodon.

### Simia apedia
Behalve de naam Simia sciuria publiceerde Linnaeus in 1758 ook de naam Simia apedia, waarvan hij meldt dat de staart nauwelijks een duim lang was, en waarvan lange tijd onduidelijk was welke soort ermee werd bedoeld. Linnaeus merkte bij die naam op dat de soort erg leek op Simia sciuria en verwees verder naar Amoenitates academicae (van 1746), waarin hij een beschrijving van de zoölogische collectie van op dat moment nog kroonprins Adolf Frederik gaf. Daarin is een beschrijving te vinden met een verwijzing naar een plaat van Prospero Alpini van een aap die in Egypte in gevangenschap wordt gehouden. In 1819 hield Abraham Rees het er in The Cyclopaedia nog op dat met deze naam een "little baboon" (een niet nader aangeduide baviaan; geslacht Papio) werd bedoeld. Volgens Oldfield Thomas (1911) moest er een exemplaar in het Museum Adolpho-Fridericianum zijn geweest aan de hand waarvan de beschrijving werd opgesteld. Het Uppsala Museum of Evolution geeft de naam op basis van een preserved specimen inmiddels als een synoniem voor Saimiri sciureus. In Handbook of Squirrel Monkey Research vermelden Rosenblum en Coe inderdaad de herontdekking in 1966 van de schedel, die van een grijsgroen doodshoofdaapje bleek te zijn.